# 菲氏瘦法螺
菲氏瘦法螺（学名：Reticutriton pfeifferianum）是一种海洋掠食性腹足綱軟體動物的物種，舊屬前鰓亞綱中腹足目或异足目的法螺科梭法螺属Reticutriton亞屬，今屬玉黍螺類法螺科梭法螺亞科的Reticutriton屬。

## 形態描述
螺塔相對同科物種比較高，螺殼呈拉長了的紡錘形:155。現時本物種有紀錄最長達46 mm。

## 分佈
本物種廣泛分佈於印度太平洋區，北起中国大陆、台灣海峽至澳洲北部；而在印度洋從東非的馬達加斯加及马斯克林群岛盆地至紅海。在巴西、墨西哥灣也有發現本物種的踪影。

## 棲息地
常栖息在潮下带的淺海泥沙底:155，從海平面到最深達海底46米。